# Las Berlanas
Las Berlanas è un comune spagnolo di 380 abitanti situato nella comunità autonoma di Castiglia e León.